# Laurel Canyon (Metro de Los Ángeles)
Laurel Canyon es una estación de autobuses de tránsito rápido en la línea G del Metro de Los Ángeles y es administrada por la Autoridad de Transporte Metropolitano del Condado de Los Ángeles. Se encuentra localizada en Valley Village, en el Valle de San Fernando de Los Ángeles, entre Chandler Blvd y Laurel Canyon Blvd.

## Conexiones de autobús
- Metro Local: 230[4]